# Lijst van spelers van het Uruguayaanse voetbalelftal
Deze lijst van spelers van het Uruguayaans voetbalelftal geeft een overzicht van alle voetballers die minimaal veertig interlands achter hun naam hebben staan voor Uruguay. Vetgedrukte spelers zijn in 2016 nog voor de nationale ploeg uitgekomen.

## Overzicht
- Bijgewerkt tot en met Copa América-duel tegen  Jamaica op 13 juni 2016

| Naam                | Interlands | Goals | Debuut            | Laatst            |
| ------------------- | ---------- | ----- | ----------------- | ----------------- |
| Maximiliano Pereira | 114        | 3     | 26 oktober 2005   | 13 juni 2016      |
| Diego Forlán        | 112        | 36    | 27 maart 2002     | 28 juni 2014      |
| Diego Godín         | 100        | 8     | 26 oktober 2005   | 13 juni 2016      |
| Diego Lugano        | 95         | 9     | 4 februari 2003   | 14 juni 2014      |
| Cristian Rodríguez  | 91         | 9     | 15 oktober 2003   | 29 maart 2016     |
| Diego Pérez         | 89         | 2     | 13 juli 2001      | 30 mei 2014       |
| Edinson Cavani      | 84         | 32    | 6 februari 2008   | 13 juni 2016      |
| Luis Suárez         | 84         | 44    | 7 februari 2007   | 29 maart 2016     |
| Fernando Muslera    | 82         | 0     | 10 oktober 2009   | 13 juni 2016      |
| Egidio Arévalo      | 81         | 0     | 27 september 2006 | 13 juni 2016      |
| Álvaro Pereira      | 80         | 7     | 19 november 2008  | 5 juni 2016       |
| Rodolfo Rodríguez   | 78         | 0     | 6 oktober 1976    | 21 april 1986     |
| Fabián Carini       | 74         | 0     | 17 juni 1999      | 11 februari 2009  |
| Enzo Francescoli    | 73         | 17    | 20 februari 1982  | 20 augustus 1997  |
| Sebastián Abreu     | 70         | 26    | 17 juli 1996      | 15 augustus 2012  |
| Martín Cáceres      | 69         | 3     | 12 september 2007 | 17 november 2015  |
| Álvaro Recoba       | 69         | 11    | 18 januari 1995   | 10 juli 2007      |
| Ángel Romano        | 69         | 28    | 15 augustus 1911  | 14 juli 1927      |
| Pablo García        | 66         | 2     | 13 december 1997  | 17 oktober 2007   |
| Alvaro González     | 66         | 3     | 23 mei 2006       | 13 juni 2016      |
| Carlos Aguilera     | 64         | 22    | 22 februari 1982  | 16 november 1997  |
| Walter Gargano      | 64         | 1     | 30 mei 2006       | 14 juni 2014      |
| Paolo Montero       | 61         | 5     | 5 mei 1991        | 16 november 2005  |
| Jorge Barrios       | 60         | 3     | 18 juli 1980      | 2 augustus 1992   |
| Nelson Gutiérrez    | 57         | 0     | 2 juni 1983       | 25 juni 1990      |
| José Oscar Herrera  | 57         | 4     | 7 augustus 1988   | 30 april 1997     |
| Sebastián Eguren    | 54         | 7     | 13 juli 2001      | 14 augustus 2013  |
| William Martínez    | 54         | 2     | 7 april 1950      | 30 mei 1965       |
| Fernando Morena     | 53         | 22    | 27 oktober 1971   | 4 september 1983  |
| Pedro Rocha         | 52         | 17    | 29 november 1961  | 23 juni 1974      |
| Héctor Scarone      | 52         | 31    | 2 september 1917  | 30 juli 1930      |
| Darío Rodríguez     | 51         | 4     | 17 februari 2000  | 10 juli 2007      |
| Néstor Gonçálves    | 50         | 0     | 23 maart 1957     | 8 februari 1971   |
| Cayetano Saporiti   | 50         | 0     | 15 augustus 1905  | 29 mei 1919       |
| Darío Silva         | 49         | 14    | 19 oktober 1994   | 12 november 2005  |
| Hugo De León        | 48         | 0     | 11 juli 1979      | 25 juni 1990      |
| Nicolás Lodeiro     | 48         | 3     | 14 november 2009  | 13 juni 2016      |
| Eber Moas           | 48         | 0     | 27 september 1988 | 20 juli 1997      |
| Alfredo Foglino     | 47         | 0     | 15 augustus 1912  | 22 juli 1923      |
| Jorge Fucile        | 47         | 0     | 24 mei 2006       | 27 mei 2016       |
| Gustavo Méndez      | 46         | 0     | 29 augustus 1993  | 1 juni 2002       |
| Rubén Sosa          | 46         | 15    | 13 juni 1984      | 16 juli 1995      |
| Rúben Paz           | 45         | 8     | 16 september 1979 | 25 juni 1990      |
| Obdulio Varela      | 45         | 9     | 29 januari 1939   | 26 juni 1954      |
| Pablo Bengoechea    | 43         | 6     | 2 februari 1986   | 12 oktober 1997   |
| Julio Montero       | 43         | 1     | 4 januari 1967    | 3 mei 1978        |
| Santiago Ostolaza   | 43         | 6     | 16 oktober 1985   | 13 oktober 1993   |
| Víctor Rodríguez    | 42         | 0     | 2 december 1947   | 5 juni 1957       |
| José Sasía          | 42         | 12    | 24 juni 1956      | 19 juli 1966      |
| Pascual Somma       | 42         | 3     | 15 augustus 1911  | 31 augustus 1924  |
| Eduardo Acevedo     | 41         | 1     | 11 augustus 1983  | 16 juni 1986      |
| Gianni Guigou       | 41         | 0     | 1 juli 1999       | 1 juni 2004       |
| José Nasazzi        | 41         | 0     | 4 november 1923   | 20 november 1936  |
| Venancio Ramos      | 41         | 5     | 24 mei 1978       | 30 mei 1991       |
| Fernando Álvez      | 40         | 0     | 18 juli 1980      | 8 juni 1997       |
| Víctor Espárrago    | 40         | 1     | 4 december 1965   | 23 juni 1974      |
| José Piendibene     | 40         | 20    | 10 oktober 1909   | 25 november 1923  |
| Andrés Scotti       | 40         | 1     | 21 mei 2006       | 10 september 2013 |

AUF · A-internationals · Selecties · Bondscoaches · Uruguayaans vrouwenelftal · Olympisch elftal · Uruguay U21 · Uruguay U20 · Uruguay U19 · Uruguay U18 · Uruguay U17
1900 – 1909 ·
1910 – 1919 ·
1920 – 1929 ·
1930 – 1939 ·
1940 – 1949 ·
1950 – 1959 ·
1960 – 1969 ·
1970 – 1979 ·
1980 – 1989 ·
1990 – 1999 ·
2000 – 2009 ·
2010 – 2019 ·
2020 – 2029
WK 1930 · 
WK 1950 · 
WK 1954 · 
WK 1962 · 
WK 1966 · 
WK 1970 ·
WK 1974 · 
WK 1986 · 
WK 1990 · 
WK 2002 · 
WK 2010 · 
WK 2014 · 
WK 2018
OS 1924 · 
OS 1928 ·
OS 2012
1902 · 
1903 · 
1904 · 
1905 · 
1906 · 
1907 · 
1908 · 
1909 ·
1910 · 
1911 · 
1912 · 
1913 · 
1914 · 
1915 · 
1916 · 
1917 · 
1918 · 
1919 ·
1920 · 
1921 · 
1922 · 
1923 · 
1924 · 
1925 · 
1926 · 
1927 · 
1928 · 
1929 ·
1930 · 
1931 · 
1932 · 
1933 · 
1934 · 
1935 · 
1936 · 
1937 · 
1938 · 
1939 ·
1940 · 
1941 · 
1942 · 
1943 · 
1944 · 
1945 · 
1946 · 
1947 · 
1948 · 
1949 ·
1950 · 
1951 · 
1952 · 
1953 · 
1954 · 
1955 · 
1956 · 
1957 · 
1958 · 
1959 ·
1960 · 
1961 · 
1962 · 
1963 · 
1964 · 
1965 · 
1966 · 
1967 · 
1968 · 
1969 ·
1970 · 
1971 · 
1972 · 
1973 · 
1974 · 
1975 · 
1976 · 
1977 · 
1978 · 
1979 ·
1980 · 
1981 · 
1982 · 
1983 · 
1984 · 
1985 · 
1986 · 
1987 · 
1988 · 
1989 ·
1990 ·
1991 · 
1992 · 
1993 · 
1994 · 
1995 · 
1996 · 
1997 · 
1998 · 
1999 · 
2000 · 
2001 · 
2002 · 
2003 · 
2004 · 
2005 · 
2006 · 
2007 · 
2008 · 
2009 · 
2010 · 
2011 · 
2012 · 
2013 · 
2014 · 
2015 · 
2016 ·
2017 ·
2018 ·
2019 ·
2020 ·
2021 ·
2022 ·
2023 ·
2024
Algerije ·
Angola ·
Argentinië ·
Australië ·
België ·
Bolivia ·
Brazilië ·
Bulgarije ·
Canada ·
Chili ·
China ·
Colombia ·
Costa Rica ·
Cuba ·
DDR ·
Denemarken ·
Duitsland ·
Ecuador ·
Egypte ·
Engeland ·
Estland ·
 Finland ·
Frankrijk ·
Georgië ·
Ghana ·
Guatemala ·
Haïti ·
Honduras ·
Hongarije ·
Ierland ·
India ·
Indonesië ·
Irak ·
Iran ·
Israël ·
Italië ·
Ivoorkust ·
Jamaica ·
Japan ·
Joegoslavië ·
Jordanië ·
Libië ·
Luxemburg ·
Maleisië ·
Mexico ·
Marokko ·
Nederland ·
Nicaragua ·
Nieuw-Zeeland ·
Nigeria ·
Noord-Ierland ·
Noorwegen ·
Oekraïne ·
Oezbekistan ·
Oman ·
Oostenrijk ·
Panama ·
Paraguay ·
Peru ·
Polen ·
Portugal ·
Roemenië ·
Rusland ·
Saarland ·
Saoedi-Arabië ·
Schotland ·
Senegal ·
Servië & Montenegro ·
Singapore ·
Slovenië ·
Sovjet-Unie ·
Spanje ·
Tahiti ·
Thailand ·
Trinidad en Tobago · 
Tsjechië ·
Tsjecho-Slowakije ·
Tunesië · 
Turkije ·
Venezuela ·
Verenigde Arabische Emiraten ·
Verenigde Staten ·
Wales ·
Zuid-Afrika ·
Zuid-Korea ·
Zweden ·
Zwitserland
Argentinië (1986) ·
België (1990) ·
Brazilië (1950) · 
Colombia (2014) ·
Costa Rica (2014) ·
Denemarken (1986) ·
Denemarken (2002) ·
Duitsland (2010) ·
Egypte (2018) ·
Engeland (2014) ·
Frankrijk (2002) ·
Frankrijk (2010) ·
Frankrijk (2018) ·
Ghana (2010) ·
Italië (1990) ·
Italië (2014) ·
Mexico (2010) ·
Nederland (1974) ·
Nederland (2010) ·
Portugal (2018) ·
Rusland (2018) ·
Saoedi-Arabië (2018) ·
Schotland (1986) ·
Senegal (2002) ·
Spanje (1990) ·
West-Duitsland (1986) ·
Zuid-Afrika (2010) ·
Zuid-Korea (1990) ·
Zuid-Korea (2010)